# Comarca de Betanzos
Betanzos es una comarca situada en el noroeste de España, en la La Coruña (Galicia). Limita, al norte, con la Comarca del Eume; al este, con la provincia de Lugo; al sur, con las comarcas de Arzúa y Tierra de Mellid; y al oeste, con las comarcas de Órdenes y La Coruña.
Cuenta con una superficie de 669,3 km², y con una población censada de 39 238 habitantes (2005). Su densidad de población es de 58,63 habs/km². 

## Municipios
La comarca de Betanzos está formada por los siguientes municipios:
- Aranga
- Betanzos
- Coirós
- Curtis
- Irixoa
- Miño
- Oza-Cesuras
- Paderne
- Villarmayor
- Vilasantar

### LasMariñas de los Condes
Históricamente, la comarca de Betanzos formaba las llamadas "Mariñas de los Condes" (en gallego, Mariñas dos Condes); de ahí el uso del gentilicio mariñano para referirse a esta comarca.